# Pluvianus
Pluvianus is een geslacht van vogels uit de familie Pluvianidae. Het geslacht telt één soort.

## Soorten
- Pluvianus aegyptius – Krokodilwachter